# Once Upon a Time in Mexico
Once Upon a Time in Mexico er en amerikansk/mexicansk action-thrillerfilm fra 2003, instrueret af Robert Rodriguez. I hovedrollerne medvirker Antonio Banderas, Johnny Depp, Salma Hayek, Willem Dafoe, Enrique Iglesias, Mickey Rourke og Eva Mendes.

## Handling
Forfulgt og mærket af tragedie har El Mariachi (Antonio Banderas) trukket sig tilbake til et liv i isolation. Men da en korrupt CIA-agent ved navn Sands (Johnny Depp) har brug for hjælp til at sabotere den mægtige og ondskabsfulde kartelbaron Barrillos (Willem Dafoe) attentat-planer mod Mexicos præsident, bliver den "pensionerede" helt tvunget frem fra sit gemmested. Men det er ikke kun Sands opgave, der kalder, for El Mariachi har også sine egne årsager for at returnere. I en atmosfære af revolution, grådighed og hævntørst tager han sig frem gennem et truende landskab på jagt efter Barrillo og hans mænd – med god hjælp fra sine to pålidelige "guitarkamerater" Lorenzo (Enrique Iglesias) og Fideo (Marco Leonardi).

## Medvirkende
| Skuespiller          | Rolle                                   |
| -------------------- | --------------------------------------- |
| Johnny Depp          | Sheldon Jeffrey Sands                   |
| Antonio Banderas     | El Mariachi                             |
| Salma Hayek          | Carolina                                |
| Willem Dafoe         | Armando Barillo                         |
| Eva Mendes           | Ajedrez                                 |
| Danny Trejo          | Cucuy                                   |
| Mickey Rourke        | Billy Chambers                          |
| Rubén Blades         | Retired FBI Special Agent Jorge Ramirez |
| Enrique Iglesias     | Lorenzo                                 |
| Marco Leonardi       | Fideo                                   |
| Gerardo Vigil        | General Emiliano Marquez                |
| Miguel Couturier     | Dr. Guevera                             |
| Cheech Marin         | Belini                                  |
| Pedro Armendáriz Jr. | Mexican President                       |
| Julio Oscar Mechoso  | Nicholas                                |
| Tony Valdes          | Chiclet boy                             |
| Hróðmar Sigurðsson   | Chicken boy                             |

## Tagline
- The time has come.

## Om filmen
Det er den tredje film i Mariachi-trilogien. Den første film hedder El Mariachi og den anden Desperado. Antonio Banderas spiller rollen i Desperado. Men i første film spillede Carlos Gallardo hovedrollen, men eftersom Columbia Pictures opkøbte rettighederne af Robert Rodriguez, ville de have at han lave en til film som da fik navnet Desperado, hvor Antonio Banderas spiller hovedrollen så som i tredje film Once Upon A Time In Mexico.
Filmen er blandt andet indspillet i San Miguel de Allende og Guanajuato.

## Soundtrack
Trackliste
1. "Malagueña" (Brian Setzer) – 4:22
2. "Traeme Paz" (Patricia Vonne) – 2:56
3. "Eye Patch" ( Alex Ruiz) – 1:51
4. "Yo Te Quiero" (Marcos Loya) – 3:48
5. "Guitar Town" (Robert Rodriguez) – 2:04
6. "Church Shootout" (Robert Rodriguez) – 1:38
7. "Pistolero" (Juno Reactor) – 3:38
8. "Me Gustas Tu" (Manu Chao) – 3:49
9. "Sands (Theme)" (Tonto's Giant Nuts) – 3:24
10. "Dias de Los Angeles" ("Del Castillo") – 5:08
11. "The Man With No Eyes" (Robert Rodriguez) – 2:09
12. "Mariachi vs. Marquez" (Robert Rodriguez) – 1:33
13. "Flor del Mal" (Tito Larriva) – 3:13
14. "Chicle Boy" (Robert Rodriguez) – 1:30
15. "Coup de Etat" (Robert Rodriguez) – 3:02
16. "El Mariachi" (Robert Rodriguez) – 1:22
17. "Siente Mi Amor" (Salma Hayek) – 4:24
18. "Cuka Rocka" ("Chingon") – 1:44